# Race Driver: Create and Race
Race Driver: Create and Race est un jeu vidéo de simulation de course sorti en 2007 et fonctionnant sur Nintendo DS. Le jeu a été développé par Firebrand Games puis édité par Codemasters.
Le déroulement du jeu reprend les habitudes des précédents opus TOCA Race Driver où vous incarnez un pilote qui évolue dans des courses de renommée et de difficultés croissantes. L'aspect « rôlistique » des précédents titres est par contre mis de côté et on se contente ici d'enchaîner les championnats.

## Système de jeu
Les différents modes de jeu sont :
- Championnat : C'est ici que vous concourrez aux divers championnats. Les épreuves sont organisées en divers niveaux de difficulté croissante.
- Championnat Pro : Identique au précédent mais avec un niveau plus relevé et une boîte de vitesses manuelle.
- Simulation : Vous pouvez créer ici votre propre championnat en sélectionnant les circuits, la présence de qualifications ou non...
- Multijoueur : Pour jouer soit avec la Connexion Wi-Fi Nintendo soit en Wi-Fi contre un maximum de 3 adversaires. Il est possible de jouer à 4 avec une seule cartouche du jeu.
- Création de circuit : Ici, vous pouvez créer votre propre circuit à l'aide de blocs préexistants (tout cela rappelle un peu TrackMania mais avec un choix de blocs plus restreint).
- Bonus : Pour accéder aux récompenses débloquées, aux records, entrer des cheats code ou voir les crédits.
- Options : Permet de modifier les options ou de détruire totalement la sauvegarde du jeu.

## Principe
Les diverses courses prennent place sur des circuits modélisés reprenant fidèlement le tracé de circuits officiels, tels que le mythique Silverstone ou le fameux circuit d'Indianapolis. Vous concourrez contre 7 adversaires gérés par une intelligence artificielle. De l'avis de la presse, celle-ci manque un peu de profondeur. On notera aussi l'absence de météorologie, laissant toujours place à un bitume sec.
Le pilotage est orienté simulation, du moins pour un jeu développé pour une console portable. Chaque véhicule dispose de ses caractéristiques propres, finement développées, mais on ne peut pas changer les pièces du véhicules et aucun réglage n'est proposé en dehors du choix soit une boîte auto, soit manuelle. Le jeu permet de conduire un grand nombre de véhicules, allant de la Clio Racing jusqu'aux Supertrucks américains. Une gestion assez minimaliste des dégâts est proposée, affichant les icônes des parties principales du véhicules qui jaunissent, puis rougissent au fur et à mesure des dégâts, changeant le comportement du véhicule.
On peut aussi noter la présence des drapeaux officiels de course, notamment lors d'accidents où le drapeau jaune peut sortir ou le drapeau mi-noir, mi-blanc lorsque le pilote fait preuve d'esprit antisportif en coupant les virages par exemple, pouvant aller jusqu'à une pénalité aux stands en cas d'abus.
En course, la carte du circuit s'affiche sur l'écran tactile, permettant d'anticiper les virages qui ont tendance parfois à surprendre quand on n'est pas habitué au circuit, qui défile, lui, sur l'écran supérieur.